# Opius marci
Opius marci är en stekelart som beskrevs av Fischer 1968. Opius marci ingår i släktet Opius och familjen bracksteklar. Inga underarter finns listade i Catalogue of Life.